# Alto Guaporé
Alto Guaporé is een van de 22 microregio's van de Braziliaanse deelstaat Mato Grosso. Zij ligt in de mesoregio Sudoeste Mato-Grossense en grenst aan Bolivia in het zuiden en westen, de mesoregio Norte Mato-Grossense in het noorden en de microregio's Tangará da Serra in het noordoosten en Jauru in het oosten. De microregio heeft een oppervlakte van ca. 31.488 km². Midden 2004 werd het inwoneraantal geschat op 65.629.
Vijf gemeenten behoren tot deze microregio:
- Conquista d'Oeste
- Nova Lacerda
- Pontes e Lacerda
- Vale de São Domingos
- Vila Bela da Santíssima Trindade

Mesoregio's: Centro-Sul Mato-Grossense · Nordeste Mato-Grossense · Norte Mato-Grossense · Sudeste Mato-Grossense · Sudoeste Mato-Grossense

Microregio's: Alta Floresta · Alto Araguaia · Alto Guaporé · Alto Pantanal · Alto Paraguai · Alto Teles Pires · Arinos · Aripuanã · Canarana · Colíder · Cuiabá · Jauru · Médio Araguaia · Norte Araguaia · Paranatinga · Parecis · Primavera do Leste · Rondonópolis · Rosário Oeste · Sinop · Tangará da Serra · Tesouro